# Ordre et Commandement de Saint Michel
Pour les articles homonymes, voir Saint-Michel, Ordre de Saint-Michel et Congrégation de Saint Michel Archange.
L'Ordre de Saint-Michel Archange est une communauté religieuse catholique, fondée dans le diocèse de Tui-Vigo par Feliciano Miguel Rosendo. Érigée canoniquement le 30 juin 2009, elle est finalement dissoute le 22 décembre 2014 pour des affaires de mœurs et de corruption.

## Création et caractéristiques
En 1996, de nombreuses cérémonies religieuses sont organisées par différentes paroisses catholiques du diocèse de Tui-Vigo. La chorale devient alors une association en 1997 et, le 30 juin 2009, un ordre religieux distinct, érigé canoniquement. 
La communauté est mixte et ses membres sont respectivement appelés miguelianos et miguelianas. Les religieuses sont vêtues d'une tunique bleue et d'un scapulaire jaune intense. La musique et la chanson sont au centre de leur vie religieuse. Ils participent à divers concerts et fêtes religieuses. 
Le siège de la communauté est situé à Porto (Mougás, Oia). Ils sont également implantés à Madrid, où ils se consacrent aux soins pour les personnes âgées. La communauté gagne en notoriété en 2010, lorsqu'Olalla Oliveros (gl), mannequin espagnol, devient religieuse au sein de l'ordre. 
Finalement, le 22 décembre 2014, Mgr Luis Quinteiro Fiuza, évêque de Tui-Vigo, dissout la communauté après que son fondateur a été arrêté et envoyé en détention pour association de malfaiteurs et abus sexuels.